# 駆除
| ウィキペディアには「駆除」という見出しの百科事典記事はありません（タイトルに「駆除」を含むページの一覧/「駆除」で始まるページの一覧）。 代わりにウィクショナリーのページ「駆除」が役に立つかもしれません。 |